# Joaquín Boghossian
Joaquín Boghossian (Montevideo, 19 juni 1987) is een Uruguayaans voetballer met Armeense roots die bij voorkeur als aanvaller speelt. Hij komt uit voor de Uruguayaanse club CA Cerro.

## Clubcarrière
Boghossian speelde in Uruguay voor Cerro en Progreso. In augustus 2009 werd hij uitgeleend aan het Argentijnse Newell's Old Boys. Op 22 juli 2010 tekende hij een vierjarig contract bij Red Bull Salzburg. De Oostenrijkse topclub betaalde 3 miljoen euro voor Boghossian. Omdat hij er niet kon aarden, werd hij reeds na één seizoen uitgeleend aan het Uruguayaanse Nacional. Daar scoorde hij 5 doelpunten in 18 wedstrijden. Toen zijn leenperiode ten einde kwam, keerde hij terug bij Red Bull Salzburg. Op 25 januari 2013 bereikten de Oostenrijkers een akkoord met Cercle Brugge over een leenperiode van vijf maanden. Samen met Joey Godee moest Boghossían het vertrek van de naar Club Brugge vertrokken Eiður Guðjohnsen opvangen. Op 9 mei 2013 mocht hij invallen in de verloren bekerfinale tegen Racing Genk. Hij mocht de laatste drie minuten van de wedstrijd meedoen als vervanger van Kristof D'haene.
Nadien kwam hij uit voor de Argentijnse club Quilmes en de Uruguayaanse clubs Defensor Sporting en Cerro.